# Anna Gimbrère
Anna Gimbrère (Utrecht, 6 januari 1986) is een Nederlands wetenschapsjournalist en presentatrice.

## Biografie
Anna Gimbrère is de dochter van psychiater Felix Gimbrère en andragoog Meys Hutten. Ze doorliep van 1998 tot 2004 het atheneum aan de Thorbecke Scholengemeenschap in Zwolle. Ze studeerde van 2006 tot 2010 natuur- en sterrenkunde (bachelor) en van 2011 tot 2014 theoretische natuurkunde (master) aan de Universiteit van Amsterdam. Ze was tevens werkzaam als model. Na haar studie werd ze wetenschapsjournalist en fungeerde als redacteur of deskundige bij televisieprogramma's als de Nationale Wetenschapsquiz (2015), Galileo (2016), Tijd voor MAX (2017) en Experimensen (2019). In 2018 was Gimbrère kandidaat in De Slimste Mens.
Ze presenteerde in 2017 Oranje boven, Down Under en in 2019 De wilde ruimte. Door de Volkskrant werd Gimbrère uitgeroepen tot mediatalent van 2019. In 2020 begon ze voor KRO-NCRV met de presentatie van het journalistieke programma De Monitor dat in januari 2021 werd samengevoegd met Pointer. In 2024 was Gimbrère te zien in het 24e seizoen van Wie is de Mol?, waarin zij De Mol was. Ze zorgde voor het op een na laagste bedrag in de pot. Ook deed zij dat jaar mee aan Waku Waku. Voor het in 2024 uitgezonden seizoen van Kloostergasten leefde Gimbrère enkele dagen samen met kloosterlingen. Samen met Tex de Wit en Stefan Pop maakt zij de podcast Zo Opgelost.
Ze heeft een relatie met Herman van der Zandt, met wie zij een zoon kreeg.

## Televisie
- Nationale Wetenschapsquiz (2015)
- Galileo (2016)
- Oranje boven, Down Under (2017) - duopresentatie met Herman van der Zandt
- Tijd voor MAX (2017) - deskundige
- What's the Right Thing to Do? (2017)
- De Slimste Mens (2018) - kandidaat
- Bright (2019-heden) - presentatie met diverse andere presentatoren
- Experimensen (2019-2020) - deskundige
- The Future Is Bright (2019-heden) - duopresentatie met Eric Bouwman
- De Wereld Draait Door (2019) - tafeldame
- De wilde ruimte (2019) - presentatie
- Bodem in zicht (2020) - duopresentatie met Eva Cleven
- De Monitor (2020) - duopresentatie met Teun van de Keuken
- Pointer (2021-heden) - triopresentatie met Teun van de Keuken en Marijn Frank
- Tik ‘m aan (2021) -  jurylid
- Anna's brains (2021) - presentatie
- De Grote Klimaatkwis (2021) - deskundige
- Wie is de Mol? (2024) - deelnemer (De Mol)
- Beat the Champions (2024) - Champion
- Pokerface (2024) - deelnemer
- Waku Waku (2024) - deelnemer

## Podcast
- Zo opgelost (2023-heden) - In deze podcast lossen wetenschapsjournalist Anna Gimbrère en comedians Tex de Wit en Stefan Pop op humoristische wijze problemen en prangende kwesties op.
- Morele ambitie (2024 - heden) - In deze podcast interviewt Gimbrère mensen die hun carrière hebben gewijd aan urgente problemen in de wereld.

## Filmografie
- Hartenstrijd (2016) - Dame in park

- Nederlandse Thesaurus van Auteursnamen: 422247928
- Virtual International Authority File: 2727155648123418330000